# Desapareguts
Desapareguts (originalment en serbi, Šavovi) és una pel·lícula sèrbia dirigida per Miroslav Terzić el 2019. Se centra en la història real de l'escàndol dels nens robats de Iugoslàvia. Va aconseguir el Premi del Públic del Festival de Berlín i el premi Europa Cinema Label. S'ha subtitulat al català.

## Repartiment
- Snežana Bogdanović - Ana
- Marko Petrić - Jovan
- Jovana Stojiljković - Ivana